# Crkva sv. Vinka Paulskog u Zagrebu
Crkva sv. Vinka Paulskog katolička je crkva koja se nalazi u gradskoj četvrti Donji grad u Frankopanskoj ulici. Uz crkvu se nalazi samostan sestara milosrdnica. Crkva i samostan su građeni od 1842. do 1845. godine, a njihovu je izgradnju inicirao kardinal Juraj Haulik.
Samostan sestara milosrdnica s crkvom sv. Vinka Paulskoga zaštićeno je kulturno dobro Republike Hrvatske.

## Povijest i arhitektura
Samostan sestara milosrdnica s crkvom sv. Vinka Paulskog na uglu Frankopanske i Varšavske ulice izgrađen je prema projektu Franje Schüchta. Izvorno je crkva bila sagrađena u kasnoklasicističkom stilu s dva jednokatna krila. Središnji je dio s ulazom bio izvučen prema ulici, rasčlanjen pilastrima te je završavao velikim trokutastim zabatom.
Drugi kat samostanskg krila bio je nadograđen od 1861. do 1862. godine. Tade je prema projektu zagrebačkog graditelja Mihovila Strohmayera regotizirano crkveno pročelje, te je podignut zvonik. Trobrodna crkva s emporama nad bočnim brodovima ponovno je rekonstruirana 1899. godine prema projektu arhitekta Martina Pilara. On je crkvi produljio lađe, uz svetište je dodao novu sakristiju te oratorij. Tada je podignut i jednokatni bolesnički paviljon u dvorišnom dijelu koji je drvenim mostom vezan uz crkvene galerije.
Od 1899. do 1900. godine izgrađeno je dvokatno južno samostansko krilo s blagovaonicom, koje je 1902. godine oblikovno usklađeno sa starijim krilima. Tada je podignut je i sjeverozapadni dio samostana.

## Unutrašnjost crkve
Unutrašnjost crkve i inventar su cjelovito očuvani. U crkvi se mogu pronaći stolarski detalji s intarzijama, ispovjedaonice i klupe, oltari i svetohranište izrađeni u Lepoglavi pod vodstvom umjetnika, stolara Peruzzija. Četiri vitraja koji se nalaze na prozorima izrađeni su na Zavodu za slikanje stakla u Innsbrucku 1861. godine. Oltarne su slike naručene iz Beča, a palu glavnog oltara sa sv. Vinkom Paulskim oslikao je Huber. Križni put je djelo Josipa Kautznera. U crkvi se čuvaju relikvije sv. Vinka Paulskoga koje su bile dar biskupa Haulika.

## Renovacija nakon potresa
Potresi koji su Zagreb pogodili 2020. godine crkvu nisu potpuno ugrozili no bila je potrebna značajna renovacija. Projekt adaptacije i obnove crkvenog interijera vodili su profesor Nenad Fabijanić i arhitektica Leila Nanuk. Pod vodstvom nadležnog konzervatorskog tijela, zagrebačkog Gradskog zavoda za zaštitu spomenika kulture i prirode, stručnjaci Instituta za povijest umjetnosti izradili su 2020. godine konzervatorsku studiju predmetnog graditeljskog sklopa. Restauratorska istraživanja i zahvati vodila je Maja Reberski. Crkva sv. Vinka Paulskog prva je cjelovito obnovljena sakralna građevina čija se rekonstrucija financirala bespovratnim sredstvima iz Fonda solidarnosti Europske unije.
Sredinom 2022. godine renovacija crkve je dovršena te je crkva blagoslovljena i ponovno ovorena u srpnjau 2022. godine.

## Galerija
- Pogled na crkvu i samostan iz Frankopanske ulice
- Prednje pročelje
- Unutrašnjost
- Pogled na svetište
- Glavni oltar i vitraji
- Unutrašnjost crkve - crkveni namještaj
- Crkveni namještaj
- Unutrašnjost crkve
- Posmrtna maska bl. Stepinca, Mila Wod (1960)
- Opis pored skulpture, maske bl. Stepinca
- Skulptura Majke Božje u predvorju crkve